# Amyna bullula
Amyna bullula là một loài bướm đêm trong họ Noctuidae.